# بورخا گارسیا سانتاماریا
بورجا گارسیا (انگلیسی: Borja García؛ زادهٔ ۷ ژانویهٔ ۱۹۹۰) بازیکن فوتبال اهل اسپانیا است.
از باشگاه‌هایی که در آن بازی کرده‌است می‌توان به باشگاه فوتبال راسینگ سانتاندر اشاره کرد.
وی همچنین در تیم‌های ملی فوتبال زیر ۱۶ سال اسپانیا و زیر ۱۹ سال اسپانیا بازی کرده‌است.